# George Gallaccio
George Gallaccio né le 23 décembre 1938 à Brechin en Écosse (Royaume-Uni) est un producteur de télévision britannique retraité qui a commencé sa carrière comme assistant de production et directeur d'unité de production. Son travail le plus important a été celui de producteur de deux séries policières de la BBC, Miss Marple (1985-1992), basée sur les romans d'Agatha Christie, et Bergerac (1988-1991), dont il a été le producteur final.

## Carrière
Gallaccio a commencé sa carrière à la BBC au début des années 1970. Il était l'assistant de production sur Moonbase 3 (1973), qui a été créé par Barry Letts et Terrance Dicks, deux des producteurs de Doctor Who. Il a également travaillé comme directeur d'unité de production, un nouveau rôle créé à la BBC qui signifiait qu'il était responsable des budgets d'une production donnée. À ce titre, il a travaillé sur Doctor Who entre 1974 et 1976, et est brièvement apparu à l'écran comme l'un des visages de la séquence hallucinante du feuilleton The Brain of Morbius (1976), plus tard suggéré comme une incarnation plus ancienne du Docteur par le producteur Philip Hinchcliffe. Il a également travaillé sur les adaptations de David Copperfield (1974-1975) et Anna Karenina (1977) par la BBC.
Gallaccio a travaillé comme producteur de drames pour la première fois sur le feuilleton en six parties The Legend of Robin Hood (1975), et a ensuite produit deux séries pour BBC Scotland, la série surnaturelle The Omega Factor (1979) et le feuilleton Mackenzie (1980) d'Andrea Newman. Il était le premier choix de la direction de la BBC pour produire Doctor Who après le départ de Graham Williams en 1980, mais il a refusé. Entre 1988 et 1991, il est le producteur final du drame policier Bergerac qui se déroule à Jersey. Il a produit plusieurs séries et téléfilms adaptés de Miss Marple entre 1985 et 1992.

## Vie personnelle
En 1962, Gallaccio épouse l'actrice Maureen Morris. L'année suivante, cette dernière donne naissance à une fille, Anya qui est devenue une artiste.